# Sigurd Lindholm
Per Sigurd Lindholm, född 20 maj 1904 i Högbo, Gästrikland, död 21 september 1990 i Sandviken, var en svensk politiker (s), och statsråd.
Sigurd Lindholm föddes som son till Per August Lindholm och Karolina Wahlgren. Till yrket var han järnsvarvare, och valdes in i andra kammaren 1937. Han var riksgäldsfullmäktig och ordförande i riksdagens verk 1951–1955. Den 12 september 1955 utsåg statsminister Tage Erlander honom till civilminister vilket han var till 1965. Han fortsatte som riksdagsledamot till 1970. Lindholm är begravd på Södra kyrkogården i Sandviken.